# Мелколепестник Карвинского
Мелколепестник Карвинского (лат. Erigeron karvinskianus), мексиканский мелколепестник  — невысокое травянистое цветущее растение, вид семейства Астровых (Asteraceae), аборигенный вид для Мексики и некоторых частей Центральной и Южной Америки. Используется как декоративное садовое растение.

## Описание

### Морфология

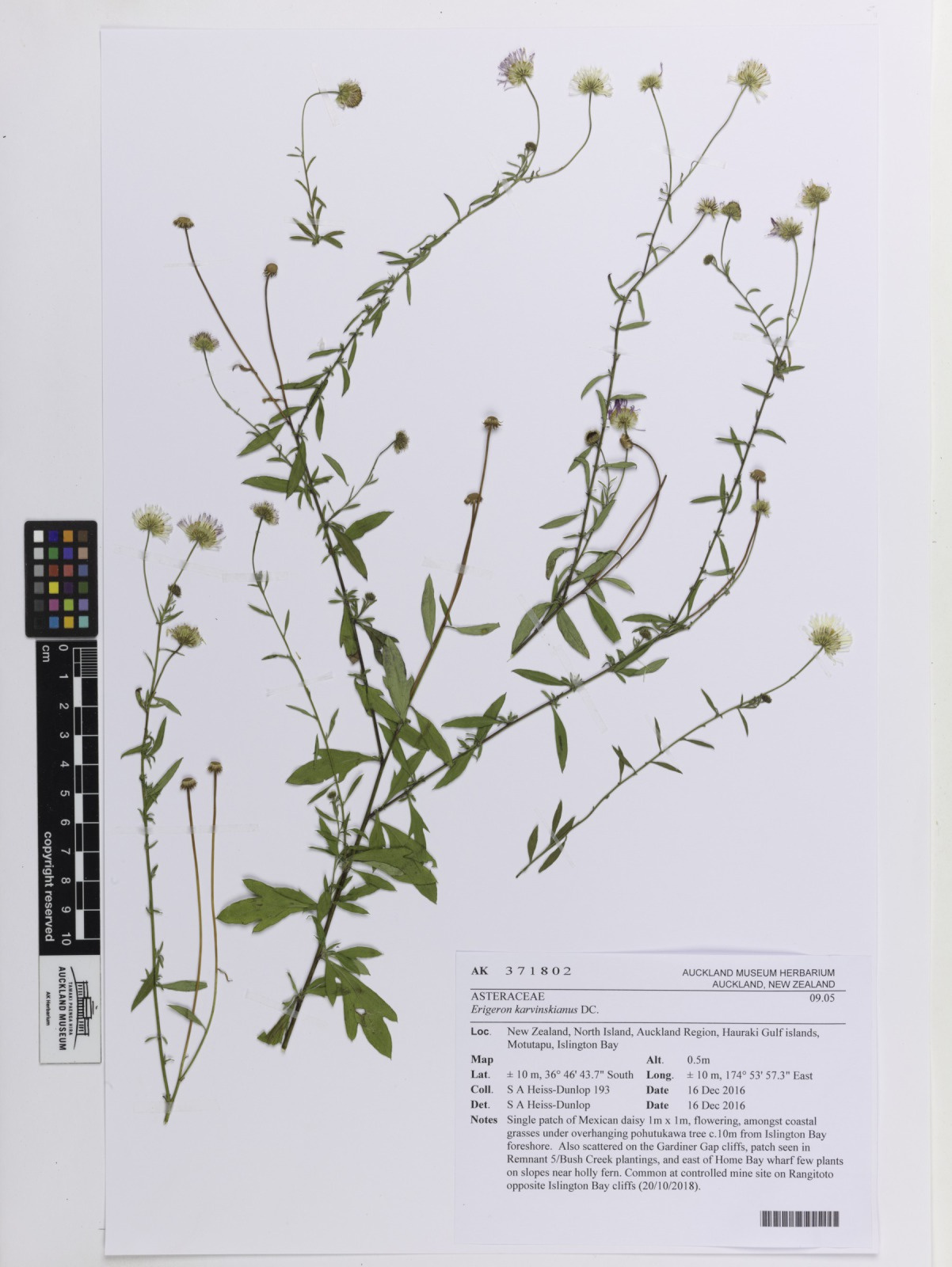
Гербарный образец

Это мощное, раскидистое многолетнее, но часто недолговечное (малолетник) травянистое растение, растущее из деревянистых корневищ, высотой до от 10 до 40 см (иногда достигает 100 см). Корень стержневой. Стебельки сильно разветвлённые, полегающие, ползучие или распростертые, восходящие или прямостоячие, иногда укореняющиеся в узлах и ветвящиеся вверх, густо покрытыми листьями, могут быть деревянистым у основания.
Листья серо-зелёные, опушённые, длиной до 4 см, делятся на стеблевые и прикорневые. Нижние стеблевые листья более или менее трёхлопастные, верхние — ланцетные и более мелкие. Кончик лопасти и боковые лепестки имеют короткий прикрепленный кончик. Прикорневые листья отмирают по мере того, как растение выпускает стрелки. Иногда они слегка зубчатые или лопастные около кончиков. Листовые пластинки опушённые, особенно вдоль жилок, по краю и у основания.
Соцветия содержат одну или несколько антодиев-корзинок в рыхлом зонтиковидном соцветии, группами по 2–5 штук, каждая из которых имеет размер около 1–2 см в диаметре. Они имеют золотисто-жёлтые трубчатые цветки в центре, длиной от 2 до 3,1 мм, окружённые бахромой из до 45–80 белых или розоватых язычковых цветков. Зигоморфные язычковые цветки имеют длину от 5 до 6 мм, по мере роста меняют окраску от бледно-розового оттенка к белому и затем к ярко малиновому. Поэтому кустик всё время цветения осыпан разноцветными корзинками. Многочисленные прицветники почти одинаковой длины, от 2 до 4 миллиметров в длину и от 0,3 до 0,5 миллиметров в ширину, с заострёнными верхними концами, прилегающими волосками, зелеными с коричневатой центральной полосой и после цветения загибаются назад.
Плоды — двухребристая семянка длиной от 1 до 1,4 мм. Паппус на семянках состоит из 15–27 щетинок.

### Генетика
Число хромосом 2n = 36.

### Цветение
Период цветения преимущественно летом с марта по ноябрь. В Великобритании цветет с мая по октябрь. 

Внешний вид растения
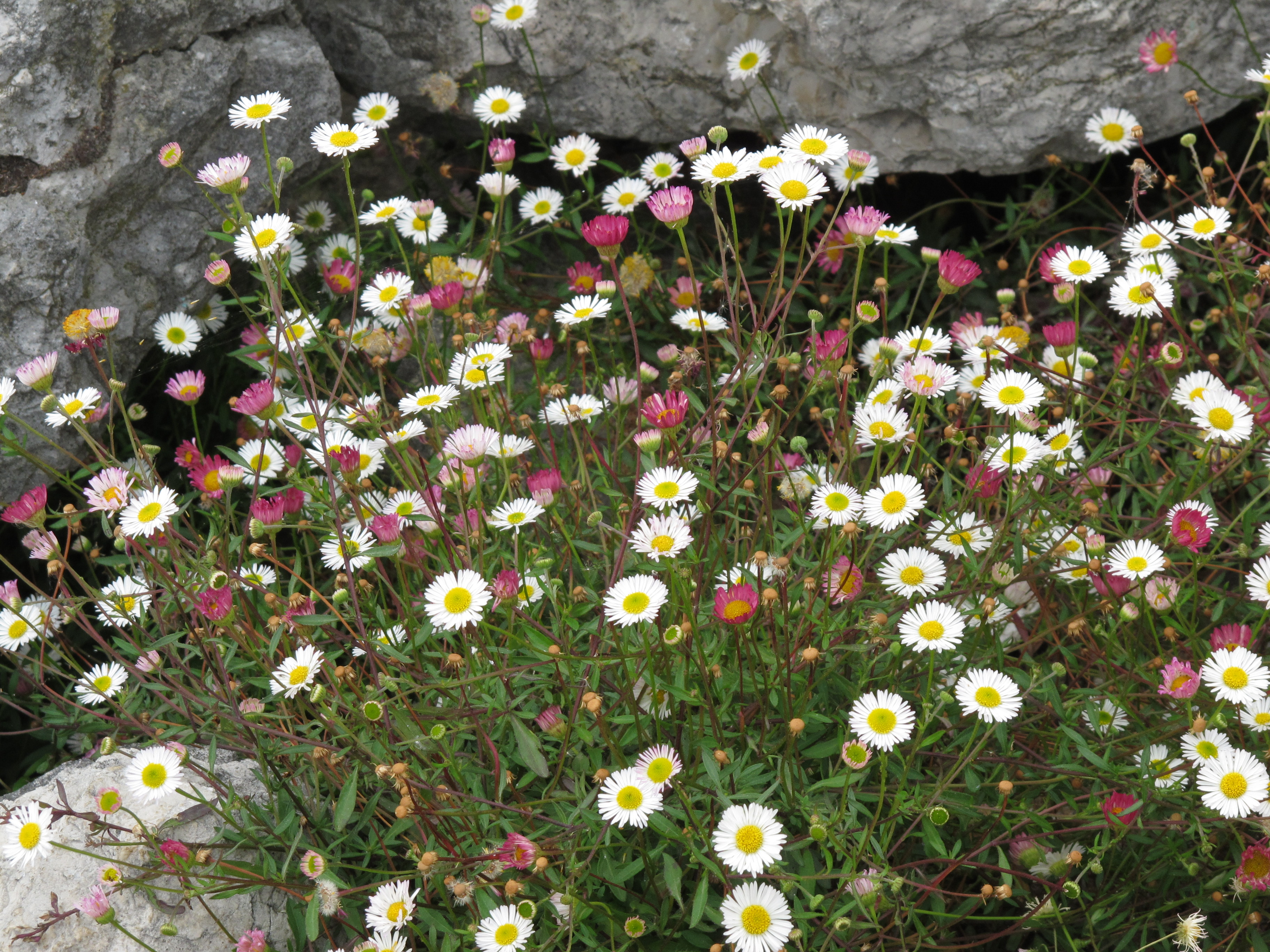
В месте обитания
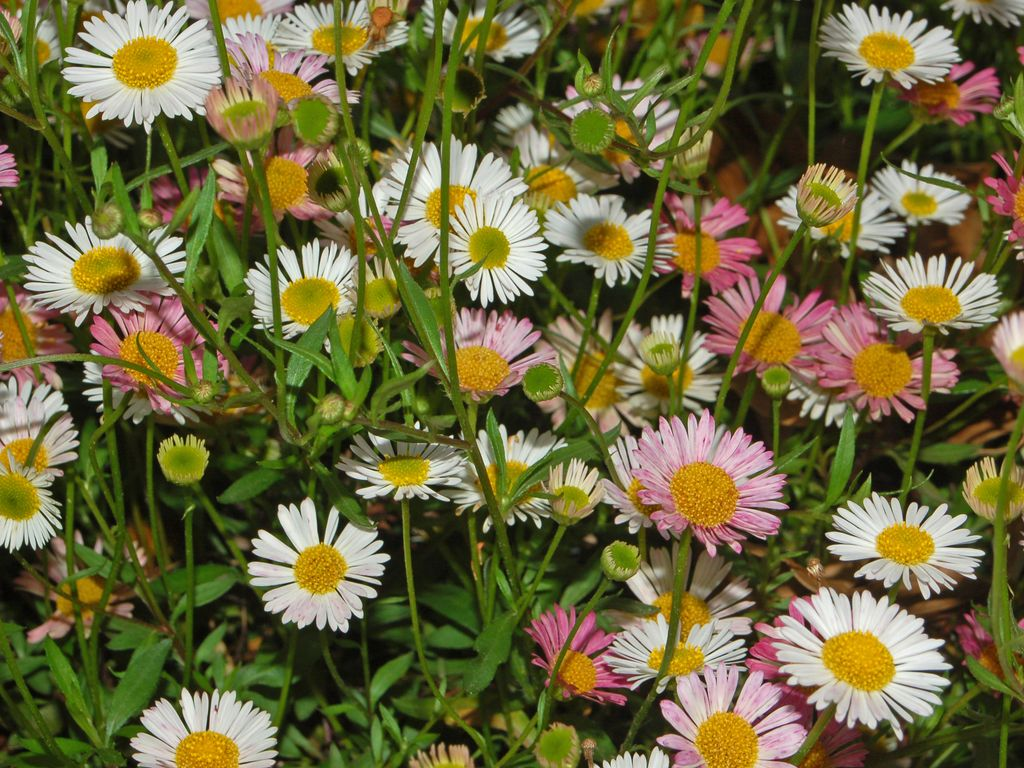
Соцветия
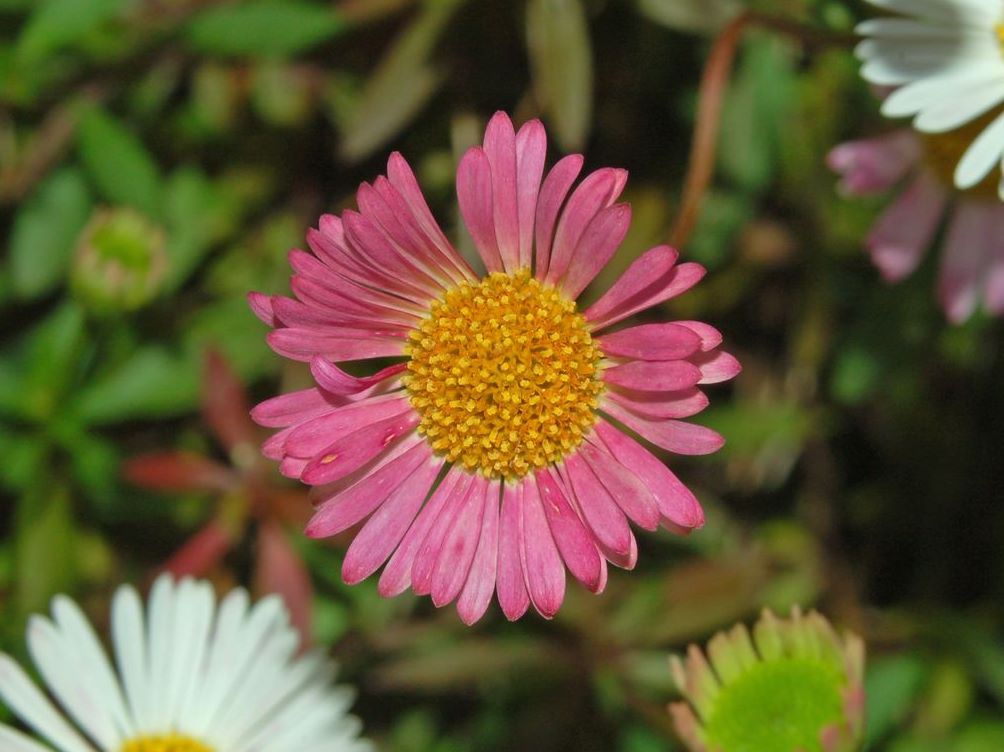
Корзинка
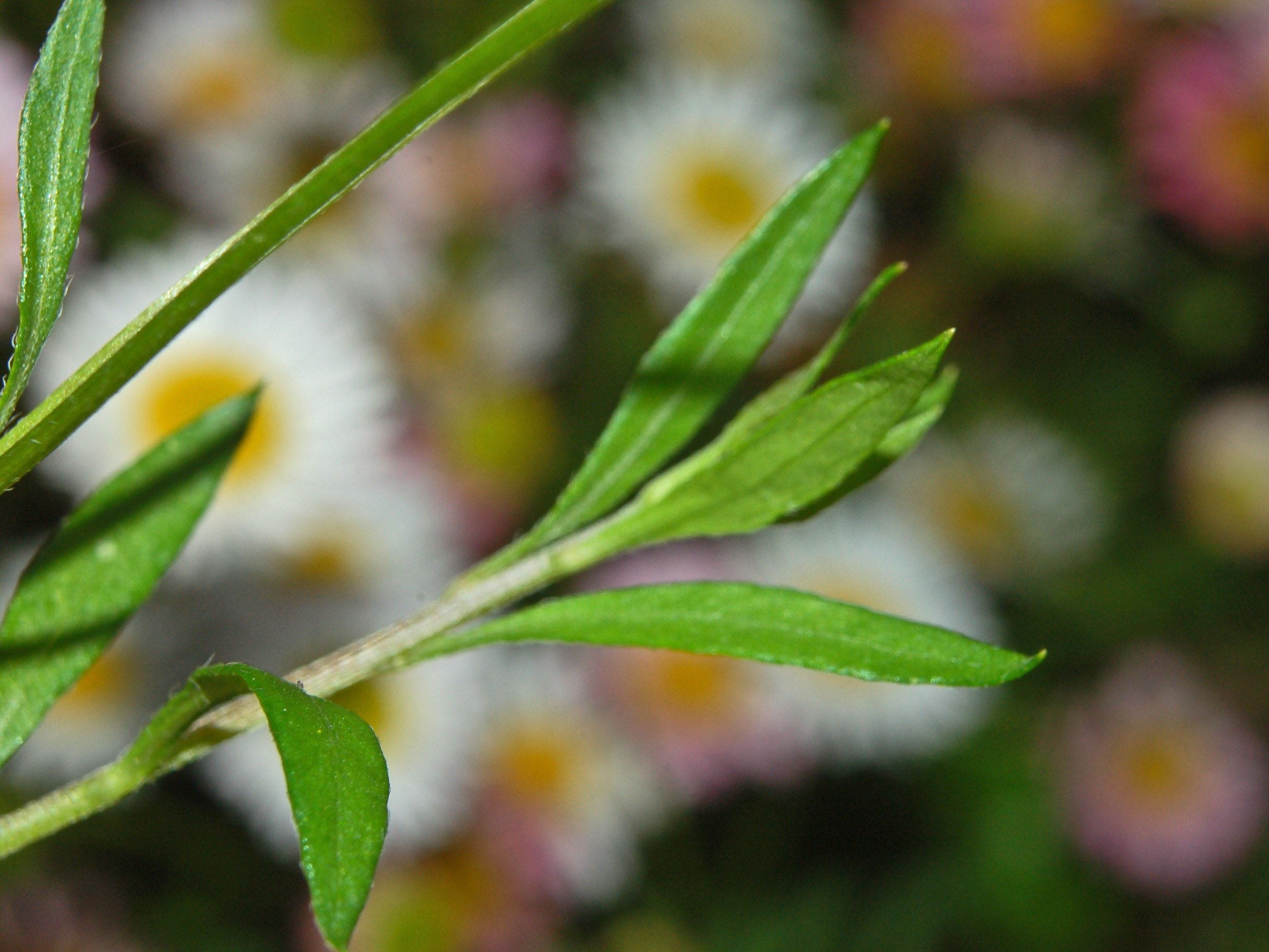
Листья

## Распространение
Аборигенный ареал Erigeron karvinskianus простирается в неотропиках от Мексики через Центральную (Гватемалу до Панамы) до Южной Америки (Колумбия и Венесуэла).
Вид натурализован во многих других местах,  включая части Африки и Европы, Австралию, Гонконг,  Чили и западное побережье Соединенных Штатов. Erigeron karvinskianus был завезён в Европу как декоративное растение в 18 веке. Erigeron karvinskianus распространен как неофит на всех Азорских островах, Мадейре, Канарских островах и в южной Европе вплоть до Швейцарии (например, в кантоне Тичино) и на юге Германии.
В Европе Erigeron karvinskianus часто растёт на влажных стенах, особенно морских, в оврагах и на скалах на высоте до 800 метров. Как инвазивное растение Erigeron karvinskianus может образовывать плотные ковры, подавляющие местную растительность.
Выделен отдельный фитоценоз (растительное сообщество) Erigeronetum karvinskiani Oberd. В 1969 году от ассоциации Centrantho-Parietarion на участках стен, где Erigeron karvinskianus можно встретить в компании таких видов растений, как: львиный зев большой (Antirrhinum majus), азарина распростёртая (Asarina procumbens) , каперсы колючие (Capparis spinosa), а также желтушник садовый (Erysimum cheiri), валериана красная (Valeriana rubra), хохлатка жёлтая (Corydalis lutea) и цимбалярия постенная (Cymbalaria muralis).

### Экологические требования
Значения показателей по Элленбергу согласно Ландольту и др. в 2010 году в Швейцарии: показатель влажности F = 1+w+ (сухое, но сильно меняющееся), количество света L = 4 (яркое), кислотность почвы R = 4 (нейтральное к основному), температурный показатель T = 5 (очень тепло-коллиническое), показатель питательных веществ N = 2 (бедный питательными веществами), показатель континентальности K = 2 (субокеанический).

### Инвазивность
Erigeron karvinskianus, вероятно, начал культивироваться вскоре после его первого описания де Кандолем в 1836 году. Делань в 1987 году хорошо документировал распространение этого вида во Франции. Он предполагает, что этот вид появился в Европе в 1850 году. Он быстро сбежал с посевов и стал сорняком.
Он производит большое количество анемохорных семян, которые могут перемещаться на большие расстояния. Кроме того, он укореняется вегетативно, образуя плотные коврики. Его считают преимущественно апогамным (Solbrig, 1962) и агамоспермным (Noyes, 2000).
По данным Группы специалистов по инвазивным видам МСОП SSC (Глобальная база данных инвазивных видов, 2008), Erigeron karvinskianus считается одним из основных инвазивных растений на Гавайях и Реюньоне. Он внесён в список 300 самых инвазивных растений на тропических островах Индийского и Тихого океанов, Австралии, Новой Зеландии и Южной Африки.
Однако он по-прежнему доступен для продажи в садовых центрах.
Его способность к аккомодации позволила ему за несколько десятилетий сбежать из европейских садов и колонизировать пустоты в стенах и скалах.

В настоящее время оно является натурализованным в некоторых городах на побережье Атлантического океана, особенно в Бретани, на Азорских островах, в Парижском регионе и в Швейцарии.

Примеры мест обитания
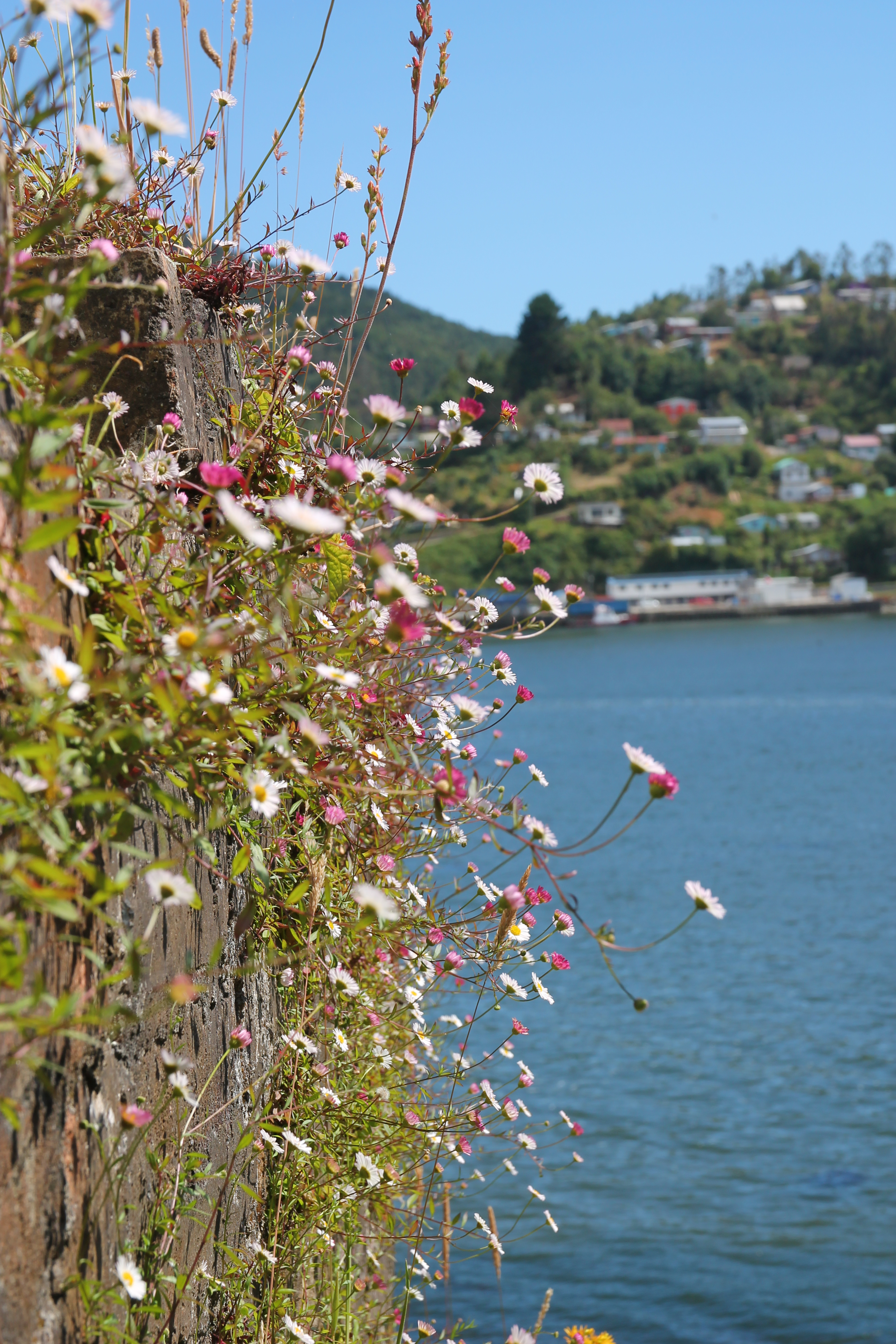
Скальный обрыв, Корраль, Чили
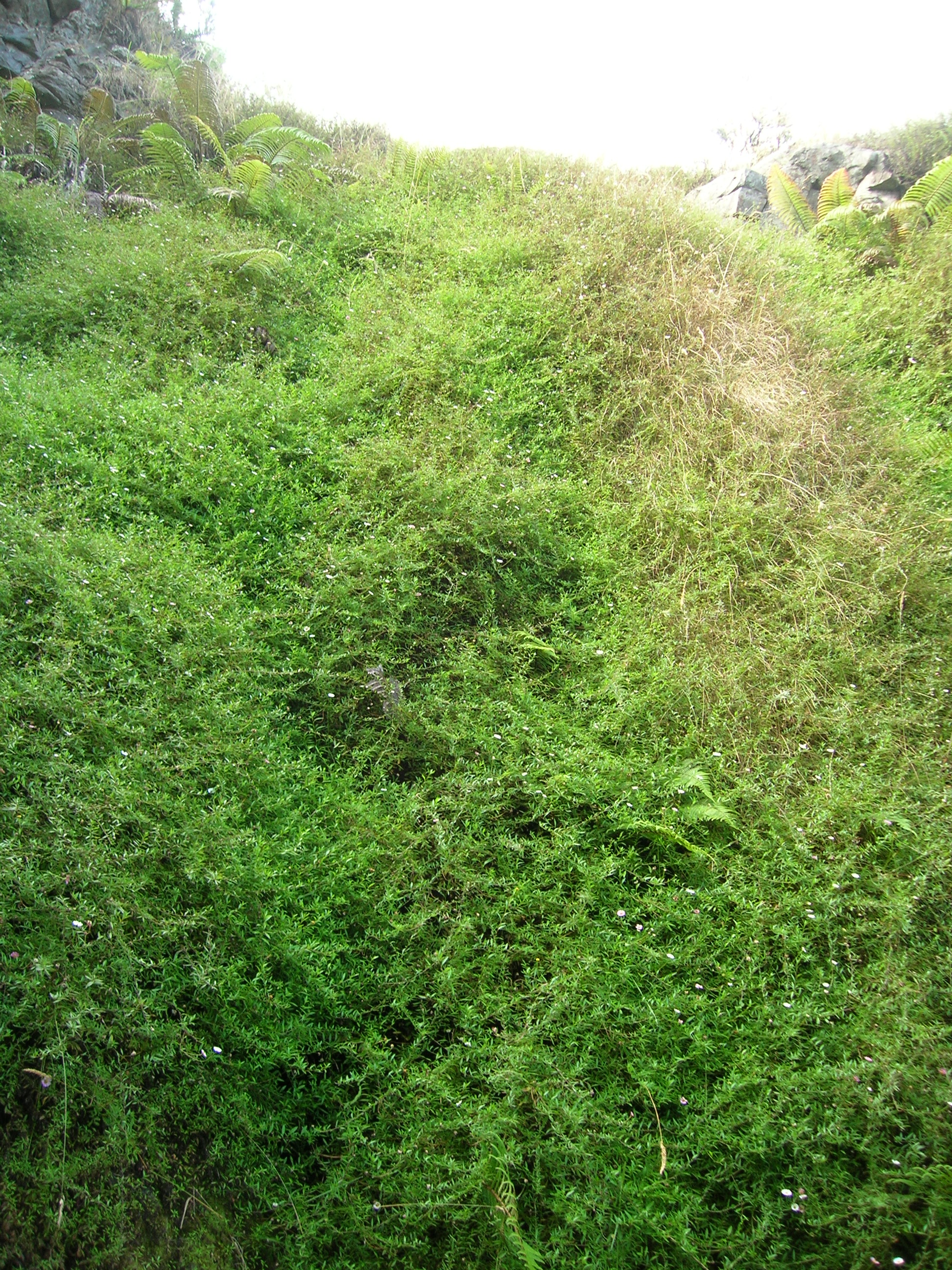
Заросли на острове Мауи, ущелье Похакуокала, Гавайи
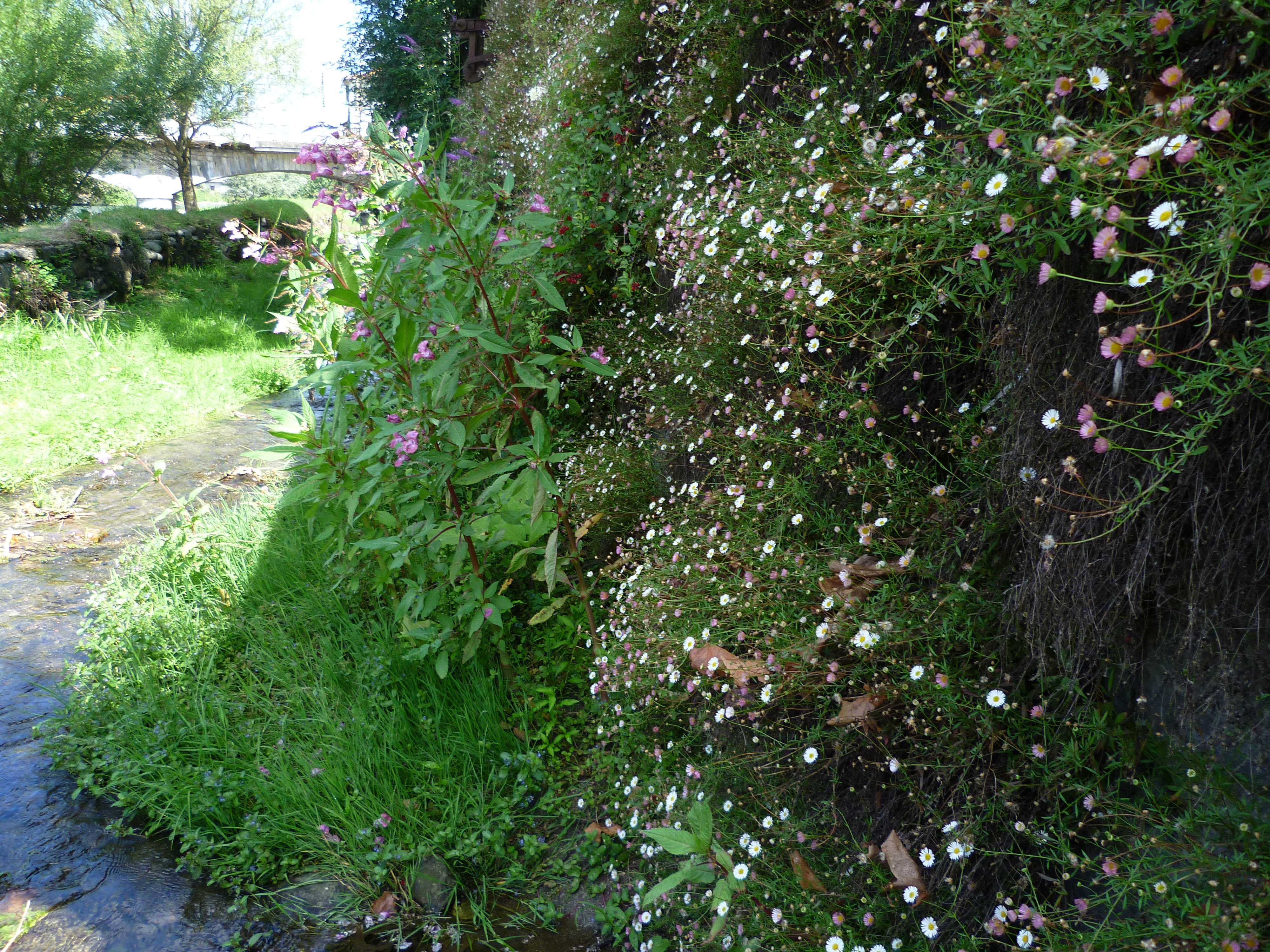
Дикорастущие растения в Сен-Жироне, Франция
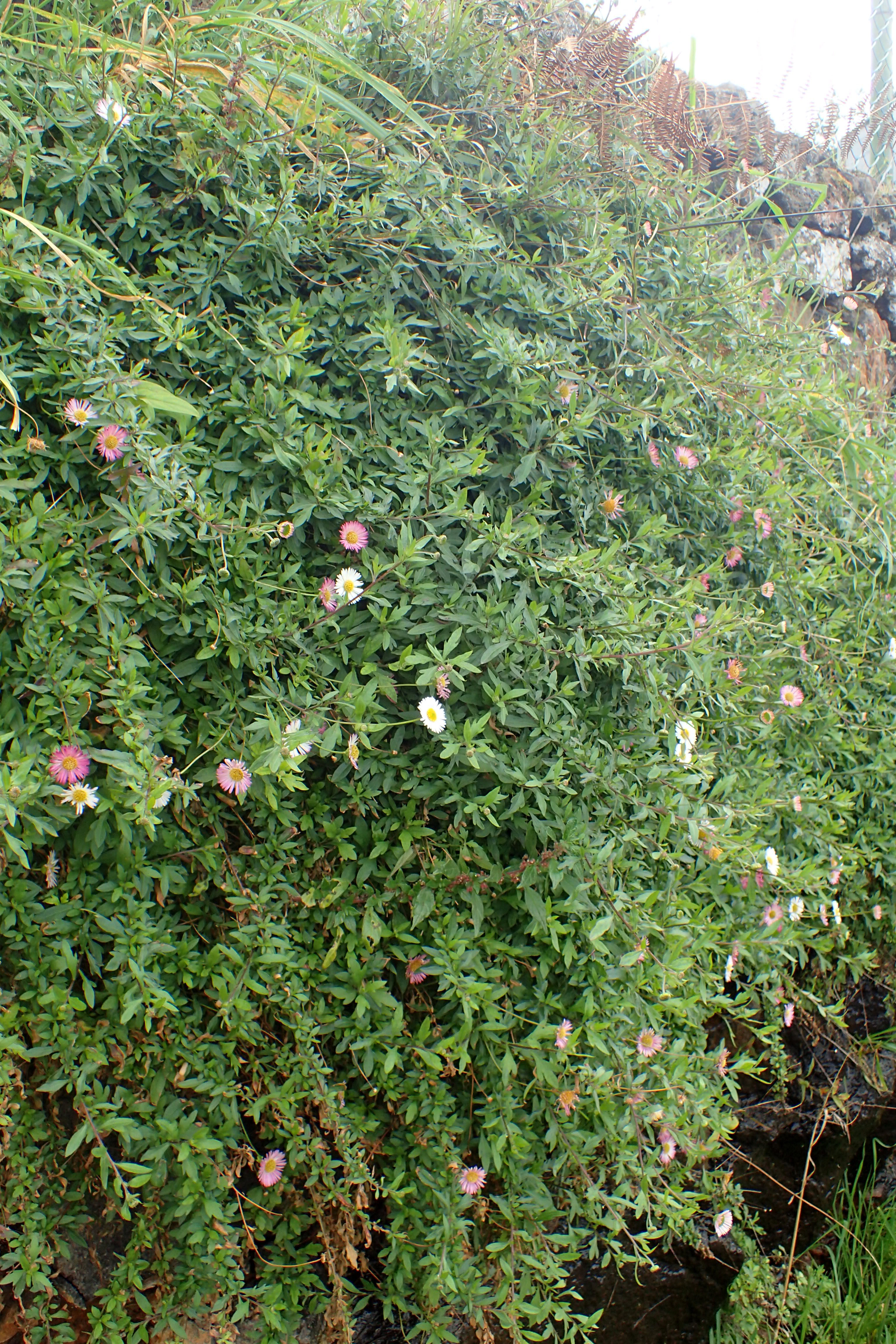
Поросшая каменистая кладка, Тенерифе, Канарские острова
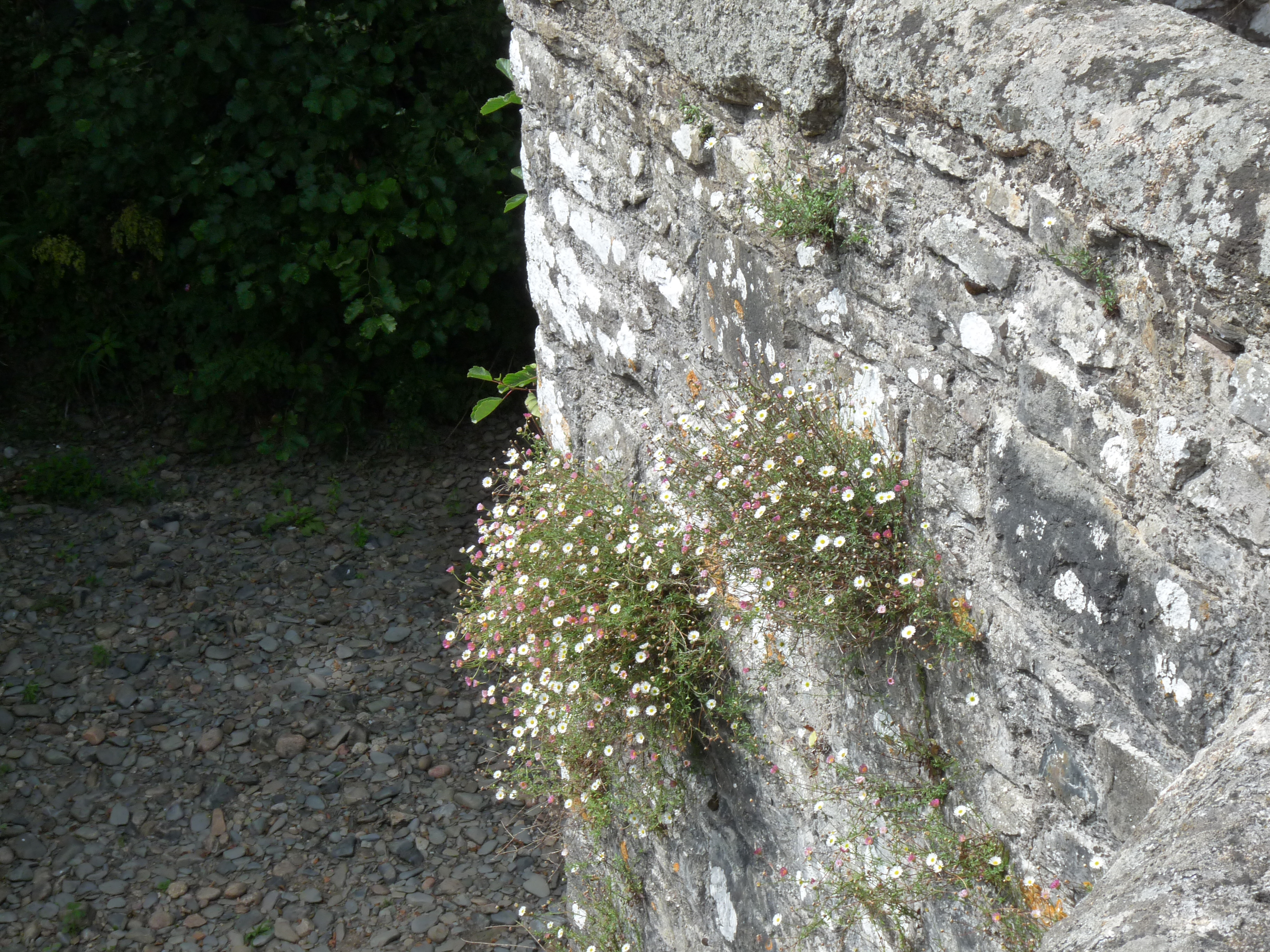
Куртина на старом речном мосту (Ставертон, Нидерланды)
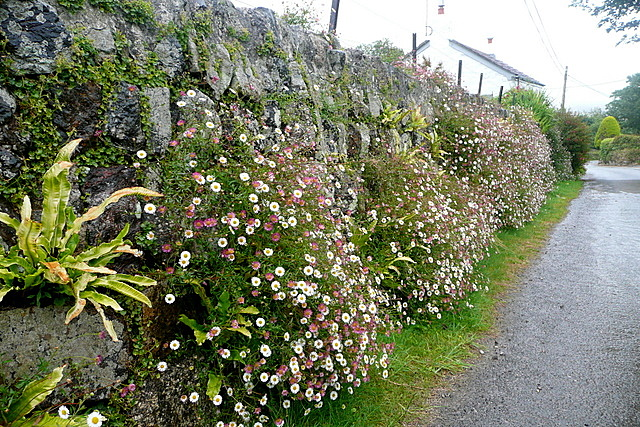
Каменная стенка в Ладжане, Великобритания

## Таксономия
Растение было впервые описано в 1836 году Огюстеном Пирамом де Кандолем в Prodromus Systematis Naturalis Regni Vegetabilis 5: 285.

### Этимология
Название рода Erigeron — латинский фитоним, заимствованный от греческого ἠριγέρων (erigerôn), обозначающий Senecio vulgaris у греков Теофраста и Диоскорида (ММ, 4, 96), а также у римлян Плиния 25, 165, Орибазиуса и др. Это слово происходит от ἦρι «ранний» и γέρων «старик», следовательно, «ранний старый», или первый элемент будет ἦρ «весна», потому что белые пучки цветов появляются весной, согласно Диоскориду, MM, 4. , 96.
Видовой эпитет дан в честь баварского исследователя тропической Америки Вильгельма Фридриха Карвинского фон Карвина,  который, по словам де Кандоля, собрал это растение в Мексике. Карвински собрал большую часть своих экземпляров этого вида в Оахаке во время своей первой поездки в Мексику. Эпитет karvinskianum, данный де Кандолем, был исправлен на karvinskianus.

### Синонимы
Согласно данным GBIF на октябрь 2024 г. в синонимику вида входят следующие наименования:
- = Erigeron karvinskianus Asch., 1900
- = Erigeron karvinskianus var. karvinskianus
- = Erigeron karvinskianus var. mucronatum DC.
- = Erigeron karvinskianus var. mucronatus (DC.) Asch.
- = Erigeron karvinskianus var. mucronatus (DC.) Hieron.
- = Erigeron leucanthemifolius S.Schauer
- = Erigeron mucronatus DC.
- = Erigeron trilobus Sond.

## Выращивание
Культивируется как декоративное растение из-за цветочных корзинок, похожих на маргаритки, и его часто путают с близкородственной настоящей маргариткой Bellis perennis. Мелколепестник Карвинского часто выращивают в трещинах стен или мостовой, где он быстро разрастается, образуя ковёр из цветов.  Хорошо смотрится на переднем плане цветника и вдоль дорожки, образуя постоянно цветущий с июня до конца осени бело-розово-зелёный коврик. Подходит для ампельных посадок и на альпийских горках. Вид получил премию Королевского садоводческого общества «За выдающиеся садовые качества». Он использовался для озеленения бетонных террас футбольного стадиона (Estadio Azteca), построенного в Мехико к чемпионату мира 1970 года.

## Внешние ссылки
- Мануальная терапия Джепсона
- Профиль растений Министерства сельского хозяйства США
- Фотогалерея Calphotos, Калифорнийский университет